# Mörrums GoIS IK
Der Mörrums GoIS IK ist ein 1966 gegründeter schwedischer Eishockeyklub aus Mörrum. Die Mannschaft spielt seit 2018 in der Hockeyettan, der dritthöchsten schwedischen Liga.

## Geschichte
Der Mörrums GoIS IK wurde 1966 gegründet. Die Mannschaft nahm in den 1980er und 1990er Jahren an der damals noch zweitklassigen Division 1 teil. Von 2000 bis 2005 spielte der Verein in der neuen zweiten Spielklasse Schwedens, der HockeyAllsvenskan. Anschließend trat die Mannschaft in der mittlerweile drittklassigen Division 1 an. Nach einem zwischenzeitlichen Abstieg in die viertklassige Division 2 gelang 2018 die Rückkehr in die nunmehr Hockeyettan genannte dritte Ligenstufe.

## Bekannte ehemalige Spieler
- Likit Andersson
- Andrew Contois
- Mikael Johansson
- Edgars Masaļskis
- Marcus Paulsson
- Toivo Suursoo
- Patrick Thoresen
- Ulf Weinstock